# Павленко, Эдуард Иванович
Эдуа́рд Ива́нович Павле́нко (укр. Едуа́рд Іва́нович Павле́нко) — депутат Верховной Рады Украины, член фракции Партии регионов (с ноября 2007 года), член Комитета по вопросам прав человека, национальных меньшинств и межнациональных отношений (Комітет з питань прав людини, національних меншин і міжнаціональних відносин) (с декабря 2007 года), председатель Подкомитета по вопросам прав человека (Підкомітет з питань прав людини) (с января 2008).

## Биография
Родился 14 октября 1947 года (Симферополь) в семье служащих; русский; жена Наталья Ивановна (1950); сын Олег (1971); дочь Елена (1975).
Образование: Севастопольский приборостроительный институт (1975—1981), инженер-электрик «Автоматика и телемеханика».
Народный депутат Украины 6-го созыва с ноября 2007 года от Партии регионов (ПР), № 50 в списке. На время выборов: народный депутат Украины, член ПР.
Народный депутат Украины 5-го созыва с апреля 2006 по ноябрь 2007 года от Партии регионов, № 50 в списке. На время выборов: представитель Уполномоченного Верховной Рады Украины по правам человека. 1-й заместитель председателя Комитета по вопросам прав человека, национальных меньшинств и межнациональных отношений (с июля 2006 года), член фракции Партии регионов (с мая 2006).
В марте 1998 года — кандидат в народные депутаты Украины, избирательный округ № 1, АР Крым. Явка 59,6 %, проголосовали «За» 0,6 %, 18 место из 22. На время выборов: народный депутат Украины.
Народный депутат Украины 2-го созыва с августа 1994 года (2-й тур) до апреля 1998 года, Центральный избирательный округ № 27, Республика Крым, выдвинут Коммунистической партией Украины (КПУ). Член Комитета по вопросам прав человека, национальных меньшинств и межнациональных отношений, член департамента фракции коммунистов. Член КПУ, явка 53,06 %, проголосовали «За» 79,36 %.
В 1966—1969 годах — служба в армии. С 1969 года — электрик, старший электрик, секретарь Комитета комсомола, секретарь парткома, завод «Продмаш» им. Куйбышева, Симферополь. В 1984—1988 годах — начальник бюро технического оборудования и ремонта, Симферопольский электротехнический завод. В 1988—1994 годах — заместитель начальника производства, Симферопольское ВО «Пневматика». В 1999—2006 годах — представитель Уполномоченного Верховной Рады Украины по правам человека.
Был членом Коммунистической партии Украины (с 1974 года).